# نکواسووی
نکواسووی (به چکی: Nekvasovy) یک منطقهٔ مسکونی در جمهوری چک است که در Plzeň-South District واقع شده‌است. نکواسووی ۶٫۰۴ کیلومتر مربع مساحت و ۱۹۳ نفر جمعیت دارد و ۴۷۹ متر بالاتر از سطح دریا واقع شده‌است.